# 45ª Brigata d'assalto aereo
La 45ª Brigata d'assalto aereo autonoma (in ucraino 45-та окрема десантно-штурмова бригада?, 45-ta okrema desantno-šturmova bryhada) era un'unità di fanteria aviotrasportata delle Forze d'assalto aereo ucraine con base a Bolhrad.

## Storia
La brigata venne inizialmente formata come 45ª Brigata aeromobile nel 1993, a partire dal 299º Reggimento della 98ª Divisione aviotrasportata delle guardie, unità parzialmente passata sotto il controllo dell'Ucraina dopo il crollo dell'Unione Sovietica. Venne inquadrata nella 1ª Divisione aeromobile, di stanza a Bolhrad, insieme alla 25ª Brigata aviotrasportata. Nell'ottobre 2003 la divisione venne sciolta e la brigata venne riorganizzata come 16ª Brigata meccanizzata, venendo però sciolta a sua volta nel 2006.
Il 19 ottobre 2016 la brigata venne ricostituita a partire dall'88º Battaglione aeromobile della 79ª Brigata d'assalto aereo, che aveva combattuto durante la guerra del Donbass. A partire dal novembre 2016 l'unità è stata schierata nelle regioni separatiste di Donec'k e Luhans'k.
Nel 2018 l'88º Battaglione è stato trasferito alla 35ª Brigata fanteria di marina. Nel 2020 il personale dell'unità è stato smobilitato e attualmente la brigata esiste solo sulla carta.

## Struttura
- Comando di brigata[8]
- 1º Battaglione d'assalto aereo
- 2º Battaglione d'assalto aereo
- 3º Battaglione d'assalto aereo
- Compagnia corazzata
- Gruppo d'artiglieria
  - Batteria acquisizione obiettivi
  - Battaglione artiglieria campale
  - Battaglione artiglieria semovente
  - Battaglione artiglieria controcarri
- Battaglione artiglieria missilistica contraerei
- Compagnia ricognizione
- Compagnia genio
- Compagnia supporto aereo
- Compagnia logistica
- Compagnia manutenzione
- Compagnia comunicazioni
- Compagnia difesa NBC
- Compagnia medica
- Plotone cecchini